# Cofradía de la Belleza
La Cofradía de la Belleza fue un grupo excursionista mallorquín, también conocido como Los Peregrinos de la Belleza, creado en 1908 por Juan Sureda Bimet y el pintor John Singer Sargent, como un instrumento dirigido a la regeneración cultural en la isla. Sus salidas campestres eran habitualmente recogidas en los periódicos palmesanos La Almudaina y la Última Hora (España). 

## Historia
La mayor parte de las salidas naturalistas realizadas por la Cofradía de la Belleza tenían lugar por la Sierra de Tramuntana, transitando caminos antiguos y buscando atalayas y lugares desde los que contemplar el mar, el cielo, las cumbres o el viento, mientras se leían poesías y se tomaban apuntes del natural. En ocasiones, los participantes acababan dando vítores o llorando ante una puesta de sol o una vista especial; otras veces las excursiones estuvieron a punto de terminar en tragedia, debido a la imprudencia y al impulsivo comportamiento de algunos participantes. La Cofradía de la Belleza también se posicionaría contra determinadas alteraciones del paisaje, como el proyecto de canalización y soterramiento del torrente de Sóller presentado en 1914 por el Ayuntamiento de esa localidad. 
Serían cofrades habituales los pintores Pilar Montaner Maturana, Santiago Rusiñol, Joaquín Mir y Antonio Gelabert, además de los fundadores, y entre los invitados distinguidos estuvieron Joaquín Sorolla, Rubén Darío o Miguel de Unamuno. 
Por lo general, los Peregrinos de la Belleza fueron considerados locos y extravagantes por la sociedad mallorquina, y algunos personajes ilustres de la época, como el sacerdote e intelectual Miquel Costa i Llobera, el escritor y político Joan Alcover o el Archiduque Luis Salvador rehusaron amablemente la invitación de unirse al grupo. Cuando en los años veinte Juan Sureda Bimet se arruinó, la Cofradía acabó por desaparecer. 